# Domenica di Quinquagesima
Nella Chiesa cattolica la Domenica di Quinquagesima (in latino: Quinquagesima, "cinquantesima") è celebrata nella Messa tridentina cinquanta giorni prima di Pasqua e appartiene al Tempo di Settuagesima (o Tempo di Carnevale), un tempo di preparazione alla Quaresima, in cui si iniziava l'astinenza dalle carni nei giorni feriali.

## Storia e caratteristiche
Storicamente, fu la prima domenica del tempo di Carnevale ad essere introdotta nel calendario liturgico (VI secolo).
La domenica di Quinquagesima può cadere dal 1º febbraio al 7 marzo.
Il colore liturgico di questa domenica è il violaceo. Non si canta la dossologia maggiore (Gloria), né l'Alleluia come acclamazione al Vangelo, che è sostituito dal tratto, tipico dei tempi penitenziali. 
Con la riforma liturgica di Paolo VI la Domenica di Quinquagesima ha lasciato il posto ad una domenica del tempo ordinario, l'ultima prima dell'inizio della Quaresima.